# Primera División de Costa Rica 1971
Die Spielzeit 1971 war die 52. Spielzeit der Primera División de Costa Rica, der höchsten costa-ricanischen Fußballliga. Es nahmen acht Mannschaften teil. LD Alajuelense verteidigte den im Vorjahr gewonnenen Titel und wurde zum zwölften Mal in der Vereinsgeschichte costa-ricanischer Landesmeister.

## Austragungsmodus
- Die acht teilnehmenden Mannschaften spielten zunächst in zwei Doppelrunden im Modus Jeder gegen Jeden
- Die Tabellenführer nach der ersten (CD Saprissa) bzw. zweiten (LD Alajuelense) Runde spielten in Hin- und Rückspiel den costa-ricanischen Meister aus
- Die beiden jeweils letztplatzierten Mannschaften der ersten (AD Ramonense) bzw. zweiten (FC Rohrmoser) Runde spielten in Hin- und Rückspiel den Absteiger aus
- Roy Sáenz von Meister LD Alajuelense wurde mit 29 Saisontoren Torschützenkönig

## Endstand

### Erste Runde
| Pl.             | Verein               | Sp. | S  | U | N | Tore  | Diff. | Punkte |
| --------------- | -------------------- | --- | -- | - | - | ----- | ----- | ------ |
| 01              | CD Saprissa          | 14  | 10 | 1 | 3 | 30:13 | +46   | 35     |
| 02              | LD Alajuelense (M)   | 14  | 8  | 3 | 3 | 30:12 | +18   | 19     |
| 03              | CS Herediano         | 14  | 5  | 6 | 3 | 25:20 | +5    | 16     |
| 04              | FC Rohrmoser         | 14  | 5  | 5 | 4 | 17:15 | +2    | 15     |
| 05              | Deportivo México     | 14  | 4  | 3 | 7 | 17:23 | −6    | 11     |
| 06              | Municipal Puntarenas | 14  | 3  | 5 | 6 | 21:30 | −9    | 11     |
| 07              | CS Cartaginés        | 14  | 3  | 4 | 7 | 16:30 | −14   | 10     |
| 08              | AD Ramonense         | 14  | 3  | 3 | 8 | 17:30 | −13   | 9      |
| Stand: Endstand |                      |     |    |   |   |       |       |        |

### Zweite Runde
| Pl.             | Verein               | Sp. | S | U | N | Tore  | Diff. | Punkte |
| --------------- | -------------------- | --- | - | - | - | ----- | ----- | ------ |
| 01              | LD Alajuelense (M)   | 14  | 9 | 2 | 3 | 35:13 | +22   | 20     |
| 02              | CD Saprissa          | 14  | 9 | 2 | 3 | 27:15 | +12   | 20     |
| 03              | CS Herediano         | 14  | 5 | 6 | 3 | 21:18 | +3    | 16     |
| 04              | Municipal Puntarenas | 14  | 6 | 3 | 5 | 21:16 | +5    | 15     |
| 05              | CS Cartaginés        | 14  | 6 | 3 | 5 | 29:25 | +4    | 15     |
| 06              | Deportivo México     | 14  | 3 | 4 | 7 | 12:27 | −15   | 10     |
| 07              | AD Ramonense         | 14  | 4 | 1 | 9 | 13:30 | −17   | 9      |
| 08              | FC Rohrmoser (N)     | 14  | 2 | 3 | 9 | 13:27 | −14   | 7      |
| Stand: Endstand |                      |     |   |   |   |       |       |        |

### Entscheidungsspiele
Nachdem LD Alajuelense das Hinspiel zuhause mit 2:1 gegen CD Sarissa gewonnen hatte, gelang CD Sarissa im Rückspiel ein 4:2-Erfolg nach Verlängerung. Im Elfmeterschießen setzte sich LD Alajuelense durch und gewann den Meistertitel.
|                | Gesamt    |            | Hinspiel | Rückspiel |
| -------------- | --------- | ---------- | -------- | --------- |
| LD Alajuelense | 3:1 n. E. | CD Sarissa | 2:1      | 2:4       |

Nachdem sich der FC Rohrmoser und AD Ramonense im Hinspiel 0:0-Unentschieden getrennt hatten, führte ein 3:1-Heimsieg den AD Ramonense zum Klassenerhalt.
|              | Gesamt |              | Hinspiel | Rückspiel |
| ------------ | ------ | ------------ | -------- | --------- |
| FC Rohrmoser | 1:3    | AD Ramonense | 0:0      | 1:3       |